# Agua potable y saneamiento en El Salvador
El nivel de acceso a servicios de abastecimiento de agua y saneamiento en El Salvador ha sido aumentado de manera significativa. En 2015 un estudio de la Universidad de Carolina del Norte  calificó El Salvador como el país que ha logrado el mayor avance en el mundo en términos de incremento de acceso a agua y saneamiento y en la disminución de la in-equidad en acceso entre áreas urbanas y áreas rurales. Sin embargo, los recursos de agua están seriamente contaminados y una gran parte de las aguas residuales se descargan en el medio ambiente sin ningún tratamiento. En términos de institucionalidad, únicamente una institución pública está de facto a cargo de formular las políticas del sector y también de proveer el servicio. Durante los últimos 120 años, los intentos para reformar y modernizar el sector a través de propuestas para nuevas leyes no han logrado producir fruto.

## Acceso
|             |                         | Urbano (67% de la población) | Rural (33% de la población) | Total |
| ----------- | ----------------------- | ---------------------------- | --------------------------- | ----- |
| Agua        | Definición amplia       | 97%                          | 87%                         | 94%   |
| Agua        | Conexiones domiciliares | 88%                          | 59%                         | 78%   |
| Saneamiento | Definición amplia       | 82%                          | 60%                         | 75%   |
| Saneamiento | Alcantarillado          |                              |                             |       |

Fuente: Programa de Monitoréo Conjunto OMS/UNICEF para Agua Potable y Saneamiento 2015
El nivel de acceso a los servicios de agua y saneamiento en El Salvador continúa siendo bajo en comparación con los estándares regionales. En 2015, el acceso al agua potable y a un saneamiento adecuado alcanzó en 94 y 75 por ciento, respectivamente. Este nivel de acceso es más bajo en las áreas rurales, donde reside aproximadamente el 33 por ciento de la población. Para el agua potable representa el 87% y para el saneamiento adecuado el 60%.
Nota: se debe corregir el último censo existente del 2007, y utilizar el factor de corrección para obtener datos más reales, como el histórico definido:
| Año ->     | 2003 | 2004 | 2005 | 2006 | 2007 | 2008 | 2009 |
| ---------- | ---- | ---- | ---- | ---- | ---- | ---- | ---- |
| % Nacional | 75,6 | 74,9 | 75   | 75,5 | 78,2 | 78,3 | 71,4 |
| % Urbano   | 90,2 | 91   | 90,4 | 90,5 | 90   | 89,9 | 83,1 |
| % Rural    | 51,4 | 47,5 | 48,5 | 50   | 55,3 | 54,9 | 48,4 |

Fuente: Compendio Estadístico de Índice de Desarrollo Humano de El Salvador, PNUD UNDP 2009-2010

## Fuentes y uso de agua

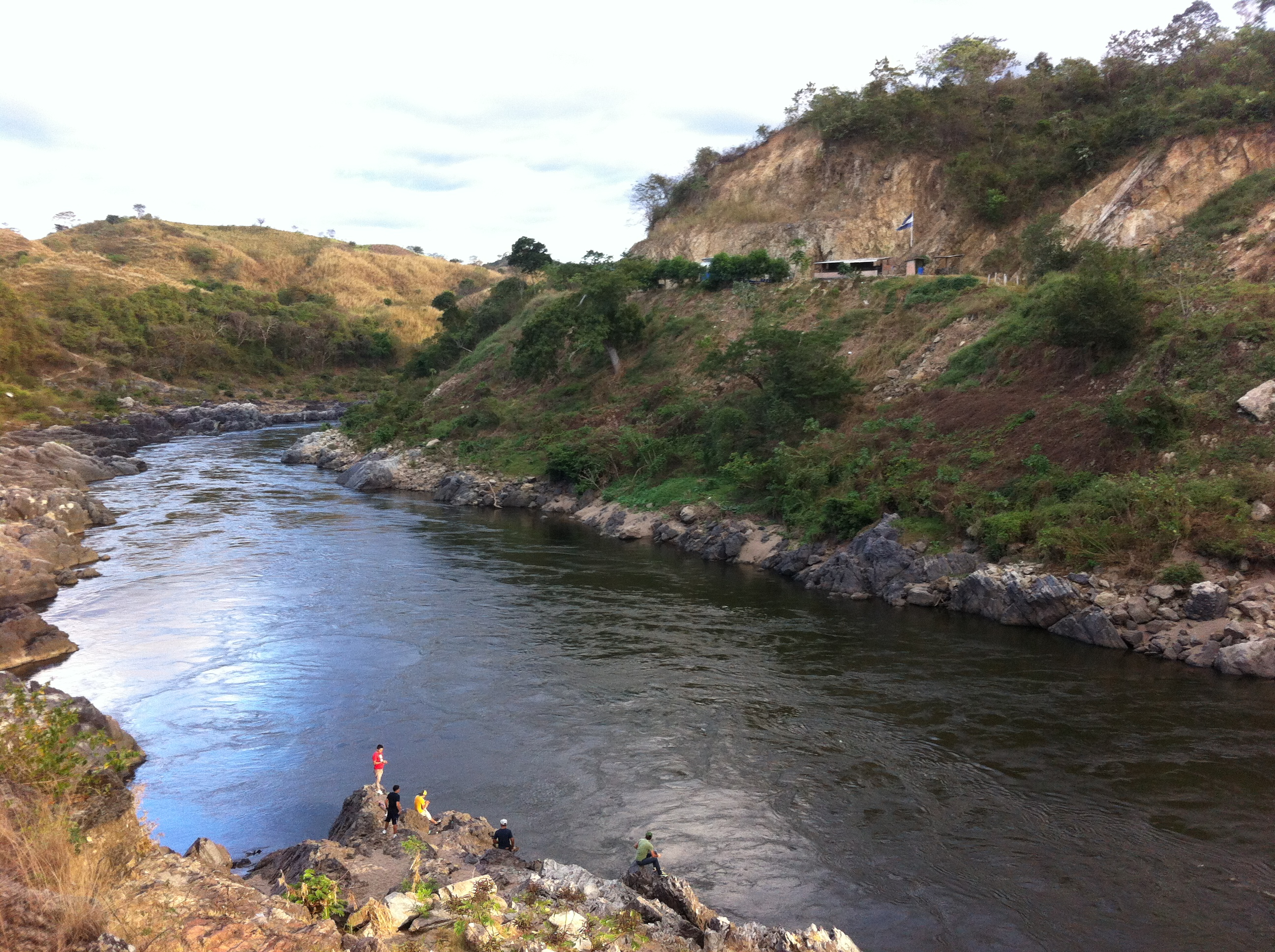
El río Lempa es una de las fuentes de agua para San Salvador.

## Impacto de la falta de acceso a los servicios de abastecimiento de agua y saneamiento sobre la productividad y la salud pública

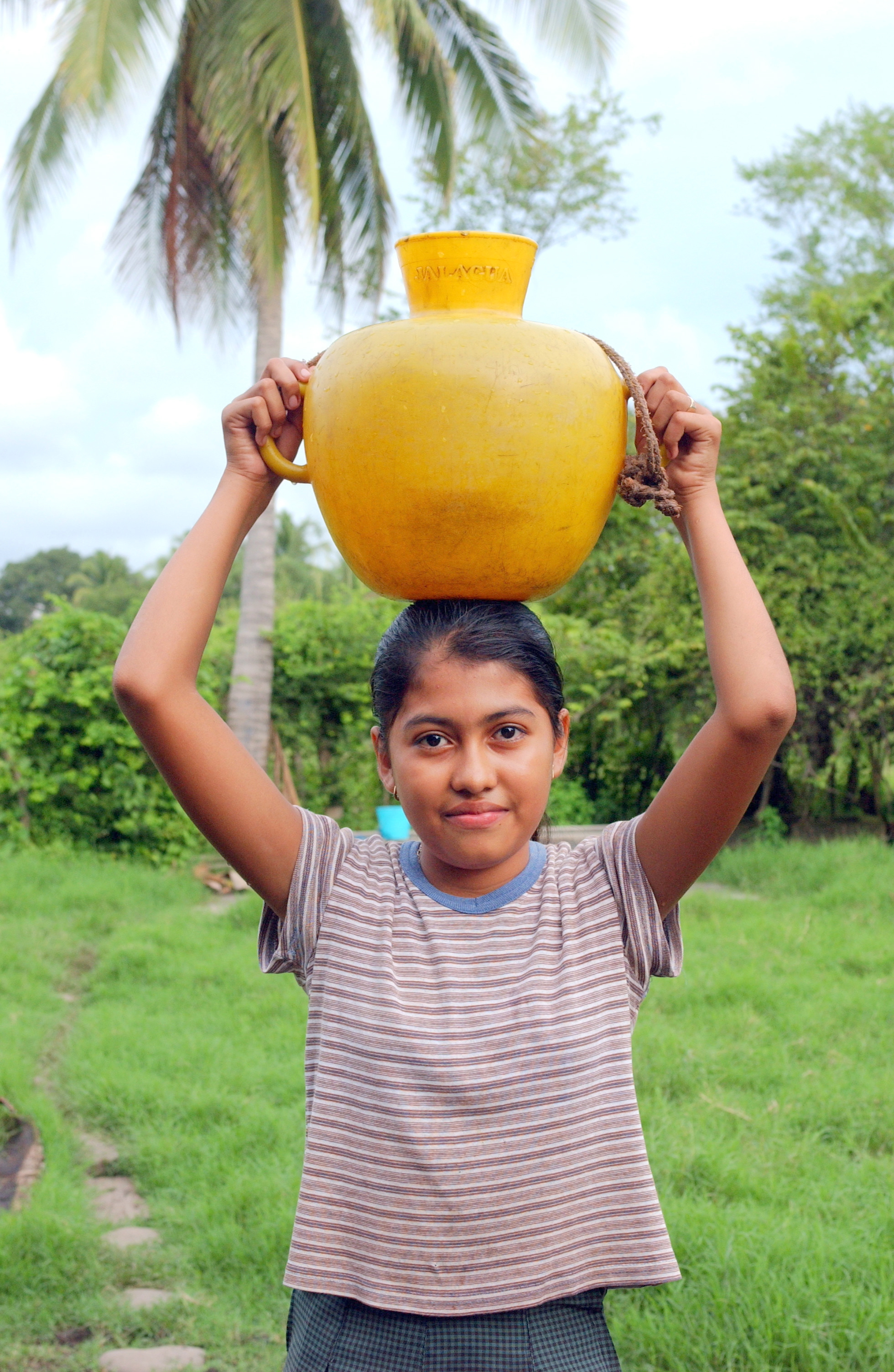
Recolección de agua en un área rural de El Salvador.

### Prestación del servicio

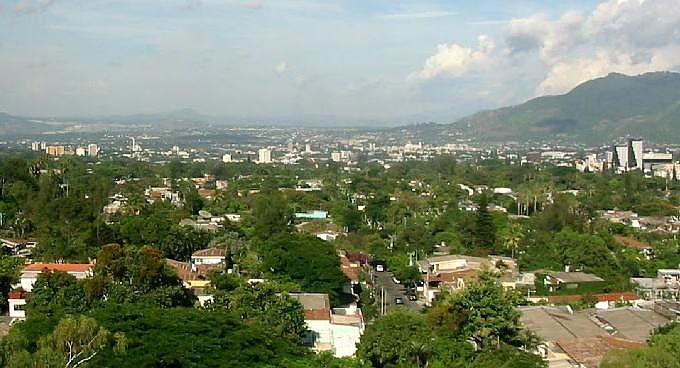
Colonia Escalón en San Salvador.

## Historia del sector y acontecimientos recientes

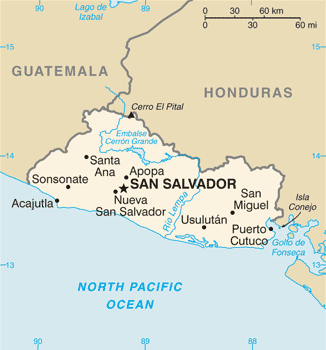
Mapa de El Salvador.